# 助産師国家試験
助産師国家試験（じょさんしこっかしけん）とは、国家資格である、助産師の免許を取得するための国家試験である。
保健師助産師看護師法第18条に基づいて行われる。厚生労働省医政局監修。

## 受験資格
次のいずれかに該当するもの
- (1)文部科学省令・厚生労働省令で定める基準に適合するものとして、文部科学大臣の指定した学校（以下「指定学校」という。）において1年以上助産に関する学科を修めた者（その年の指定する日までに修業する見込みの者を含む。）
- (2)文部科学省令・厚生労働省令で定める基準に適合するものとして、都道府県知事の指定した助産師養成所（以下「指定養成所」という。）を卒業した者（その年の指定する日までに卒業する見込みの者を含む。）。
- (3)外国の保健師助産師看護師法第3条に規定する業務に関する学校若しくは養成所を卒業し、又は外国において助産師免許に相当する免許を受けた者で、厚生労働大臣が(1)又は(2)に掲げる者と同等以上の知識及び技能を有すると認めた者。
- (4)保健師助産師看護師法及び看護師等の人材確保の促進に関する法律の一部を改正する法律（平成21年法律第78号。以下「改正法」という。）の施行の際（平成22年4月1日）現に改正法による改正前の保健師助産師看護師法（以下「旧法」という。）第20条第1号に該当する者。
- (5)改正法の施行の日（平成22年4月1日）前に旧法第20条第１号に規定する学校に在学し、施行日以後に同号に規定する要件に該当することとなった者（施行日以後に同号に規定する学校に入学し、当該学校において6月以上助産に関する学科を修めた者を除く。）

## 試験日・合格発表日
- 試験日
  - 例年2月下旬の木曜
- 合格発表日
  - 例年3月下旬

## 試験地
- 北海道、青森県、宮城県、東京都、愛知県、石川県、大阪府、広島県、香川県、福岡県及び沖縄県

## 試験科目
1. 基礎助産学
2. 助産診断・技術学
3. 地域母子保健
4. 助産管理

実際の試験は1日間にわたって行われ、午前に必須問題、一般問題、午後に一般問題、状況設定問題の順に行われる。
合格基準については合格発表後に掲示される。 ただし、全部合わせて6割とらないとその時点で不合格となる。